# کیکای، کاگوشیما
کیکای، کاگوشیما (به لاتین: Kikai, Kagoshima) یک منطقهٔ مسکونی در ژاپن است که در Ōshima District واقع شده‌است. کیکای ۵۶٫۹۴ کیلومتر مربع مساحت و ۷٬۶۵۷ نفر جمعیت دارد.